# 两湖街道
两湖街道，是中华人民共和国河南省開封市尉氏县下辖的一个乡镇级行政单位。

## 行政区划
两湖街道下辖以下地区：
小东门社区、小西门社区、大西门社区、南街社区、城东社区、小东门村、小西门村、大西门村、南街村、斗虎营村、梅庄村和寺前张村。